# توم كول (كاتب)
توم كول (بالإنجليزية: Tom Cole) هو كاتب مسرحي وكاتب سيناريو ومؤلف أمريكي، ولد في 8 أبريل 1933 في باترسون في الولايات المتحدة، وتوفي في 23 فبراير 2009 بسبب ورم نخاعي متعدد.

## وصلات خارجية
- توم كول على موقع IMDb (الإنجليزية)
- توم كول على موقع ألو سيني (الفرنسية)
- توم كول على موقع أول موفي (الإنجليزية)
- توم كول على موقع قاعدة بيانات برودواي على الإنترنت (الإنجليزية)
- توم كول على موقع قاعدة بيانات الأفلام السويدية (السويدية)
- توم كول على موقع قاعدة بيانات الفيلم (الإنجليزية)
- توم كول على موقع كينوبويسك (الروسية)